# Badia de Chetumal
La badia de Chetumal és un estuari mesohalí semitancat a la costa sud de la península de Yucatán. Es troba al nord de Belize i al sud-est de Mèxic.

## Geografia
La desembocadura de la badia de Chetumal està dirigida cap al sud i es troba amortiguada per la gran illa d'Ambergris Caye de Belize.
La badia de Corozal és una entrada interior més petita, que s'estén cap al sud-oest a la regió superior de la badia de Chetumal. Porta el nom de la ciutat de Corozal.
Chetumal és una ciutat important de la badia, situada a l'estat mexicà de Quintana Roo.

### Forats blaus
La badia de Chetumal conté diversos forats blaus, el més destacat és el forat blau de Taam Ja'. Amb una profunditat d'almenys 420 metres, és el forat blau més profund conegut.